# Mother Father Brother Sister
Mother Father Brother Sister è il primo album in studio della cantante giapponese Misia, pubblicato nel 1998.

## Tracce
1. Never Gonna Cry! Strings Overture – 0:53
2. K.I.T – 4:22
3. Koisuru Kisetsu (恋する季節) – 5:42
4. I'm Over Here (Kizuite) (I'm over here ～気づいて～) – 5:05
5. Interlude #1 – 0:57
6. Tell Me – 5:05
7. Kiss-shite Dakishimete (キスして抱きしめて) – 5:08
8. Cry – 5:43
9. Interlude #2 – 0:41
10. Chiisana Koi (小さな恋) – 5:34
11. Hi no Ataru Basho (陽のあたる場所) – 5:15
12. Hoshi no Furu Oka (星の降る丘) – 5:43
13. Tsutsumikomu You ni... (Dave "EQ3" Dub Mix) (つつみ込むように… (DAVE“EQ3”DUB MIX)) – 5:48
14. Never Gonna Cry! – 6:10
15. Never Gonna Cry! (Junior Vasquez Remix Radio Edition) (Secret Track) – 6:00